# Bellbolaget

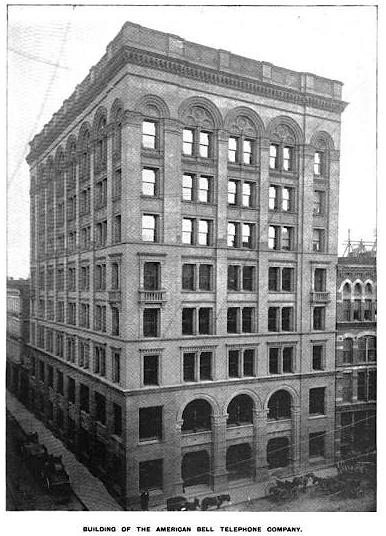
Bellbolaget

Bellbolaget (Bell Telephone Company) var ett aktiebolag som bildades 1877 i Boston, USA för exploaterandet av Alexander Graham Bells telefonuppfinningar.
Ungefär samtidigt upptog det kapitalstarka telegrafbolaget Western Union telefonverksamhet i USA stödjande sig på Elisha Grays hörtelefonuppfinning och Thomas Edisons mikrofonpatent. De båda bolagen bedrev stark konkurrens med varandra och långvariga patentprocesser, vilka slutade med Bellbolagets seger och uppköpandet av Western Union 1879. Därmed erhöll Bellbolaget praktiskt taget telefonmonopol i USA, vilket varade fram till 1893, då de första Bellpatenten gick ut, varefter ett stort antal så kallade independentbolag bildades för telefondrift i konkurrens med Bellbolaget. Ganska snart övertog dock Bellbolaget och bellsystemet genom moderbolaget American Telephone and Telegraph Company kontrollen över marknaden. 1928 hade man kontrollen över 99 % av USA:s telefonnät. Genom dotterbolaget Western electric co. kom man att kontrollera 90 % av all telefontillverkning i USA. Antitrustlagarna i USA fick A T & T att dela upp sin verksamhet, så att branschkollegan IIT övertog den internationella verksamheten och A T & T samtidigt fick kontrollen över den amerikanska marknaden.